# Classe Mogami (fragatas)
A Classe Mogami é uma linha de fragatas furtivas de próxima geração atualmente operadas pela Força Marítima de Autodefesa do Japão, com sete embarcações ativas e um total de doze planejadas.

## Descrição

### Armamento
Na sua posse, os navios carregam uma ampla variedade de armamentos, sendo estes o canhão principal Mk 45 Mod 4, calibre 62, de 5 polegadas (127 mm) da BAE, duas armas de controle remoto de 12,7 mm da Japan Steel Works, um sistema de lançamento vertical Mk 41 de 16 células, um lançador de mísseis Raytheon SeaRAM de curto-alcance, até oito mísseis antinavio MHI Type 17, sistemas de contramedidas e minas navais.
De acordo com o Ministério da Defesa do japão, o sistema Mk 41 já foi adquirido para todos os 12 navios planejados, porém os primeiros dois sistemas só serão entregues durante o ano fiscal de 2024, com os JS Niyodo (FFM-7) e JS Yubetsu (FFM-8) sendo os primeiros navios a recebem.

### Sistemas
Os navios também contam com diversos sistemas, contando com o radar multifunções OPY-2 e sensores OAX-3EO/IR, ambos da Mitsubishi Eletric, sonar antiminas OQQ-11 da Hitachi, sonar antissubmarino OQQ-25 da NEC, veículos subaquáticos autônomos OZZ-5 da Mitsubishi Heavy Industries e de superfície da Japan Marine United (JMU) Defence Systems.

## Possíveis futuros operadores
Austrália
Marinha Real Australiana – pretende adquirir e construir uma nova fragata multipropósito para fortalecer a sua frota. A Classe Mogami é uma das quatro contestantes. Também conta-se com a participação da Alemanha, Espanha e Coreia do Sul.
 Indonésia
Marinha da Indonésia – em março de 2021, o Japão assinou um contrato de cooperação com o país para entregar até oito novas unidades à respetiva marinha.

## Navios da classe
| Nº de amura | Nome       | Status  | Referências   |
| ----------- | ---------- | ------- | ------------- |
| 1 (FFM-1)   | JS Mogami  | Ativo   | [ 15 ]        |
| 2 (FFM-2)   | JS Kumano  | Ativo   | [ 15 ]        |
| 3 (FFM-3)   | JS Noshiro | Ativo   | [ 15 ]        |
| 4 (FFM-4)   | JS Mikuma  | Ativo   | [ 15 ]        |
| 5 (FFM-5)   | JS Yahagi  | Ativo   | [ 15 ]        |
| 6 (FFM-6)   | JS Agano   | Ativo   | [ 15 ]        |
| 7 (FFM-7)   | JS Niyodo  | Ativo   | [ 16 ] [ 17 ] |
| 8 (FFM-8)   | JS Yūbetsu | Lançado | [ 18 ]        |
| 9 (FFM-9)   | JS Natori  | Lançado | [ 19 ]        |

#### Classes relacionadas:
- Tamandaré (Brasil)
- Constellation (Estados Unidos)
- Formidable (Singapura)
- Gowind (França)
- La Fayette (França)

#### Páginas relacionadas:
- Força Marítima de Autodefesa do Japão
- Fragata
- Tecnologia stealth